# Hypsibius giusepperamazzotti
Hypsibius giusepperamazzotti är en djurart som tillhör fylumet trögkrypare, och som beskrevs av Fusa Sudzuki H. 1975. Hypsibius giusepperamazzotti ingår i släktet Hypsibius och familjen Hypsibiidae. Inga underarter finns listade i Catalogue of Life.